# Шидьеро
Шидьеро — деревня в Кирилловском районе Вологодской области.
Входит в состав Горицкого сельского поселения, с точки зрения административно-территориального деления — в Горицкий сельсовет.
Находится на западном берегу озера Егорьевское. Расстояние по автодороге до районного центра Кириллова — 4 км, до центра муниципального образования Гориц — 4 км. Ближайшие населённые пункты — Сандырево, Добрилово, Кулига, Щелково, Погорелово.
По переписи 2002 года население — 21 человек (9 мужчин, 12 женщин). Всё население — русские.